# Paul-Marie Cao Đình Thuyên
Paul-Marie Cao Ðình Thuyên (ur. 7 stycznia 1927 w Tràng Lưu, zm. 29 sierpnia 2022 w Vinh) – wietnamski duchowny rzymskokatolicki, biskup koadiutor Vinh w latach 1992–2000, biskup diecezjalny Vinh w latach 2000–2010, od 2010 biskup senior diecezji Vinh.

## Życiorys
Paul-Marie Cao Ðình Thuyên urodził się 7 stycznia 1927 w Tràng Lưu. Formację kapłańską otrzymał w seminarium diecezjalnym w Vinh (1954–1960). Święcenia prezbiteratu przyjął 14 maja 1960.
6 lipca 1992 papież Jan Paweł II prekonizował go biskupem koadiutorem diecezji Vinh. Święcenia biskupie otrzymał 19 listopada 1992 w katedrze Wniebowzięcia NMP. Udzieli mu ich Pierre-Jean Trần Xuân Hạp, biskup diecezjalny Vinh, w asyście biskupa Paula Josepha Phạm Đình Tụnga, administratora apostolskiego sede vacante Hanoi i Josepha Nguyễn Tùng Cươnga, biskupa diecezjalnego Hải Phong. Jako zawołanie biskupie przyjął słowa „Per crucem Christi crucifixi”.
11 grudnia 2000 po przyjęciu rezygnacji biskupa Pierre-Jean Trần Xuân Hạp został ustanowiony biskupem diecezjalnym. Tego samego dnia odbył ingres do katedry Wniebowzięcia NMP, w trakcie którego kanonicznie objął urząd.
13 maja 2010 papież Benedykt XVI przyjął jego rezygnację z obowiązków biskupa diecezjalnego Vinh.
Zmarł 29 sierpnia 2022 o godzinie 13:00 lokalnego czasu w szpitalu Nghe An General Friendship Hospital w Vinh.